# Poziewnik

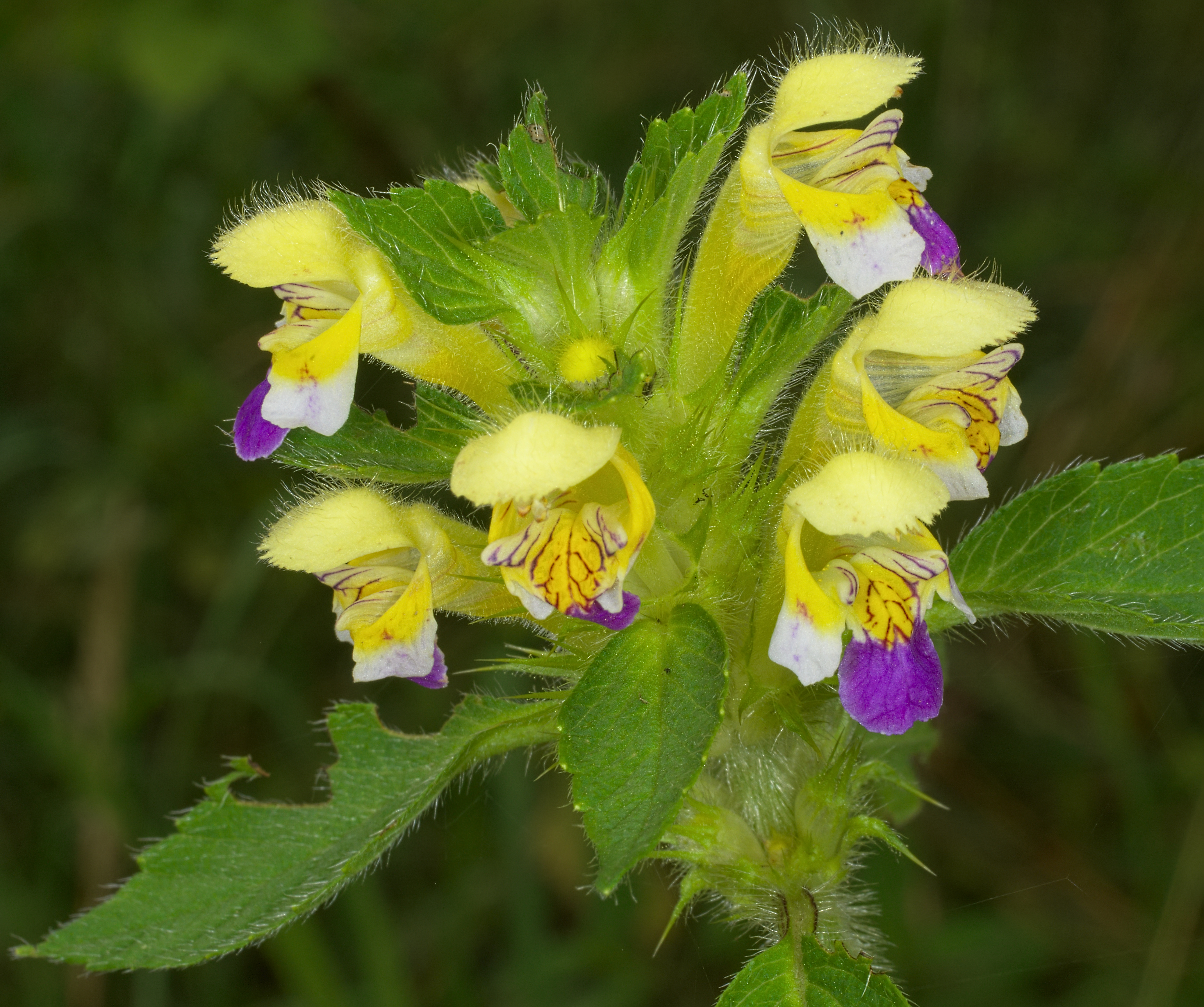
Poziewnik pstry

Poziewnik (Galeopsis L.) – rodzaj roślin z rodziny jasnotowatych. Obejmuje 10 gatunków. Rośliny te występują w strefie umiarkowanej Eurazji – w niemal całej Europie, bez jej południowych i północnych krańców, oraz w środkowej, północnej i wschodniej Azji po Japonię na wschodzie i Himalaje na południu. Centrum zróżnicowania stanowi Europa, w której rośnie 9 gatunków. W Polsce występują cztery gatunki rodzime: poziewnik dwudzielny G. bifida, miękkowłosy G. pubescens, pstry G. speciosa i szorstki G. tetrahit, dwa są introdukowane i zadomowione (poziewnik wąskolistny G. angustifolia i polny G. ladanum), a jeden przejściowo dziczejący (poziewnik piaskowy G. segetum), aczkolwiek ostatni bywa też uznawany za lokalnie już zadomowionego.
Poziewnik szorstki był pierwszym allotetraploidem, którego udało się uzyskać eksperymentalnie w wyniku krzyżowania poziewnika pstrego i miękkowłosego.

## Morfologia
PokrójRośliny roczne, o pędach prosto wzniesionych lub podnoszących się, rozłożyście się rozgałęziających, nagich, miękko lub szorstko owłosionych, czasem gruczołowatych, zgrubiałych lub nie w węzłach.
LiścieNaprzeciwległe, ogonkowe, o blaszce jajowatej lub lancetowatej, ząbkowanej, rzadko całobrzegiej.
KwiatySiedzące, zebrane w okółkach w liczbie od 6 do wielu. Okółki gęsto stłoczone na szczycie pędu lub luźno wzdłuż niego rozmieszczone (zwłaszcza w dolnej części kwiatostanu). Przysadki są drobne – równowąskie do lancetowatych. Kielich rurkowaty do dzwonkowatego, z 5 ząbkami na szczycie i 5 lub 10 wiązkami przewodzącymi. Ząbki zwykle szydlaste, podobnej długości, tworzą słabo zaznaczone dwie wargi. Korona lejkowata, zakończona dwiema wargami, bez pierścienia włosków wewnątrz. Górna warga jajowata, hełmiasto wysklepiona, na brzegu drobno ząbkowana lub całobrzega, owłosiona od zewnątrz. Dolna warga tworzona jest z trzech łatek, z których środkowa jest najszersza, u nasady z dwoma rożkowatymi wyrostkami. Cztery pręciki ułożone w linii pod wargą górną, przy czym środkowe są krótsze od brzeżnych. Pylniki pękają poprzecznie. Szyjka słupka z rozwidlonym i szydlastym znamieniem o ramionach podobnej długości.
OwoceCzterodzielne rozłupnie, rozpadające się na cztery gładkie, trójgraniaste, na szczycie zaokrąglone rozłupki.

## Systematyka
Pozycja systematyczna
Rodzaj z rodziny jasnotowatych (Lamiaceae), a w jej obrębie z podrodziny Lamioideae.
Wykaz gatunków
- Galeopsis × acuminata Rchb.
- Galeopsis angustifolia Ehrh. ex Hoffm. – poziewnik wąskolistny
- Galeopsis bifida Boenn. – poziewnik dwudzielny
- Galeopsis × carinthiaca Porsch ex Fiori
- Galeopsis × haussknechtii Ludw.
- Galeopsis ladanum L. – poziewnik polny
- Galeopsis × ludwigii Hausskn.
- Galeopsis nana Otsch.
- Galeopsis × polychroma Beck
- Galeopsis pubescens Besser – poziewnik miękkowłosy
- Galeopsis pyrenaica Bartl.
- Galeopsis reuteri Rchb.f.
- Galeopsis segetum Neck. – poziewnik piaskowy
- Galeopsis speciosa Mill. – poziewnik pstry
- Galeopsis × sulfurea Druce
- Galeopsis tetrahit L. – poziewnik szorstki